# Citykompaniet

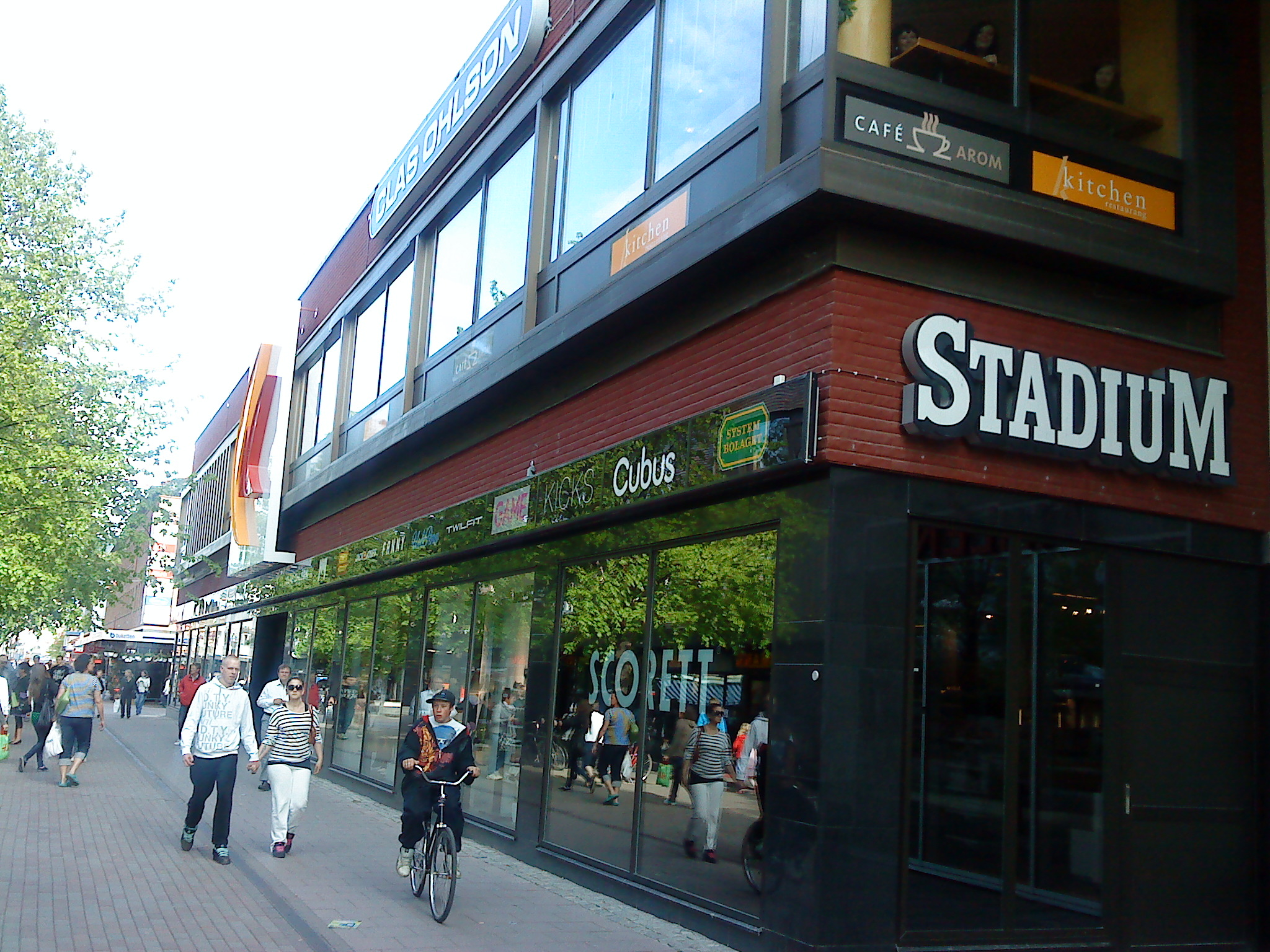
Citykompaniet på Nygatan i Skellefteå, juni 2010.

Citykompaniet (CK) är en galleria placerad i centrala Skellefteå.
Citykompaniet öppnades den 21 augusti 2003, och ligger vid Guldtorget i en byggnad som tidigare var ett Domus-varuhus. Huset har en total yta på cirka 12 000 kvadratmeter och inhyser ett 30-tal butiker, bland andra Apoteket, Bik Bok, Clas Ohlson, Carlings, Cubus, Elgiganten Phonehouse, Glitter, Intersport, Jack & Jones, Kicks, Lekia, Normal, Ohlssons tyger, Paus restaurang, Rituals, Scorett, Systembolaget, Twilfit, The Local Store, Ur & Penn och Vero Moda. Arkitekten som gjort den invändiga arkitekturen heter Einar Aakerøy på norska Aakerøy, Moe & Bowe Arkitekter AS och den utvändiga är signerad Ove Nilsson på Nilsson & Sahlin Arkitekter AB i Skellefteå.

## Ägare
Fram till den 1 januari 1999 ägdes fastigheten av Konsum Nord. Då förvärvades den av Nordvestor Fastigheter. Danska Ei Invest Nordisk Retail AB köpte CK den 1 januari 2006. År 2013 åter såldes fastigheten åter till Nordvestor Fastigheter, ägare var då det danska börsnoterade bolaget Foreningen European Retail. År 2022 köptes komplexet av Diös Fastigheter. År 2024 köpte Nordvestor Fastigheter åter CK och äger fastigheten idag.